# مفرزة الدرك الوطني الجزائري للتدخل
المفرزة الخاصة للتدخل هي مجموعة خاصة لجهاز الدرك الوطني الجزائري أنشئت سنة 1989م، مختصة في مكافحة الجريمة بشتى أنواعها.

## تاريخ
منذ أستقلال الجزائر والدرك الوطني الجزائري يباشر مهامه بصفة عادية، كان الوضع مسقر والأمن سائد، ثم بعدها عصفت بالبلاد عدة عواصف فقدت خلالها قوات الأمن السيطرة على الوضع، الأمر الذي أدى بهيئة الدرك الوطني إلى بناء إستراتيجية تمكن على التغلب على العواصف وشتى الجرائم، فأنشت المفرزة الخاصة للدرك الوطني.

## أنواع تدريبات المفرزة الخاصة
- تكوين مضلي الصاعقة .
- الفنون القتالية .
- التدريب على تقنيات التدخل الخاص.
- التكوين في ميدان المتفجرات.
- التدريب على تقنيات الرمي.
- التدريب على الغطس.
- إضافة إلي الجانب الرياضي المهم.

## دور المفرزة
أن المفرزة الخاصة للتدخل للدرك، هي وحدة صفوة عملياتية مختصة في التدخل الخاص، ووجه من أوجه تطبيق القانون وفرضه دون تحقيق نتائج سلبية مهما كان الثمن، يوجه نشاطها أساسا إلى مكافحة الجريمة المنظمة واللصوصية، وشل نشاط المجرمين الجد خطرين، فهي بهذا الشكل تتدخل في مختلف الظروف وعبر كامل التراب الوطني، بأمر من اللواء قائد الدرك الوطني، كما يحترف أفرد المفرزة الخاصة للتدخل للدرك الوطني تقنيات متعددة في شتى مجالات، التدخل الخاص حيث تفرض المفرزة وجودها بامتياز في ميدان تخصصها إذ تتطلع بمهام الخاصة المسندة إليها كالحماية والمرافقة، الحماية المقربة الإغاثة والإسعاف، وكذا التدخل في الحالات التي تعجز فيها الجهات المختصة.

## وسائل الدرك الوطني الجزائري
| السلاح                      | صورة        | بلد الأصل/الشراء | النوع                    |             |             |             |
| أسلحة فردية                 | أسلحة فردية | أسلحة فردية      | أسلحة فردية              | أسلحة فردية | أسلحة فردية | أسلحة فردية |
| --------------------------- | ----------- | ---------------- | ------------------------ | ----------- | ----------- | ----------- |
| غلوك 17                     |             | النمسا           | مسدس نصف آلي             |             |             |             |
| بيريتا 92                   |             | إيطاليا          | مسدس نصف آلي             |             |             |             |
| إيه كيه إم                  |             | الاتحاد السوفيتي | بندقية اقتحام            |             |             |             |
| الدراجات                    |             |                  |                          |             |             |             |
| BMW R 1100 RT               |             | ألمانيا          | دراجة نارية              |             |             |             |
| BMW K 1100 RT               |             | ألمانيا          | دراجة نارية              |             |             |             |
| مروحيات                     |             |                  |                          |             |             |             |
| يوروكوبتر إيه إس 550 فنك    |             | فرنسا            | مروحية متعددة الأغراض    |             |             |             |
| أغستاوستلاند إيه دبليو 109  |             | إيطاليا          | مروحية متعددة الأغراض    |             |             |             |
| سيارات                      |             |                  |                          |             |             |             |
| فولكسفاغن بولو V            |             | ألمانيا          | سيارة دورية              |             |             |             |
| فولكسفاغن غولف              |             | ألمانيا          | سيارة دورية              |             |             |             |
| فولكسفاغن كادي              |             | ألمانيا          | سيارة نقل                |             |             |             |
| مرسيدس بنز فيتو             |             | ألمانيا          | سيارة دورية ونقل معتقلين |             |             |             |
| نيسان باترول                |             | اليابان          | سيارة دورية وتدخل        |             |             |             |
| تويوتا لاند كروزر           |             | اليابان          | سيارة دورية وتدخل        |             |             |             |
| تويوتا ستايشن               |             | اليابان          | سيارة مطاردة             |             |             |             |
| تويوتا ستايشن كابينة مزدوجة |             | اليابان          | سيارة نقل ومطاردة        |             |             |             |
| إيفيكو دايلي                |             | إيطاليا          | سيارة نقل وحشد           |             |             |             |
| هيونداي سانتافي             |             | كوريا الجنوبية   | سيارة دورية              |             |             |             |
| تويوتا كورولا               |             | اليابان          | سيارة دورية              |             |             |             |
| سوبارو إمبريزا              |             | اليابان          | سيارة مطاردة             |             |             |             |
| مرسيدس بنز الفئة جي         |             | الجزائر          | سيارة دورية              |             |             |             |
| مدرعة BCL-5M                |             | الجزائر          | مدرعة نقل للجنود         |             |             |             |

## وصلات داخلية
- الأمن العسكري (الجزائر)
- دائرة الاستعلام والأمن
- القوات الخاصة الجزائرية
- القوات البرية الجزائرية
- الحرس الجمهوري الجزائري
- القوات الجوية الجزائرية
- الأميرالية (الجزائر)
- قوات الضفادع البشرية الجزائرية
- القوات البحرية الجزائرية
- قلعة بني عباس (سفينة)
- الدرك الوطني الجزائري
- معركة الجزائر (توضيح)
- معركة نافارين
- تاريخ البحرية الجزائرية
- الأسطول البحري الجزائري
- سوناكوم ام 210 و ام 230
- وزارة التسليح والاتصالات العامة
- الفجر 10 أول نموذج لطائرة بدون طيار جزائرية 100%
- شرطة الجزائر

## روابط خارجية
- وزارة الدفاع الوطني الجزائري نسخة محفوظة 8 أكتوبر 2017 على موقع واي باك مشين.
- بينها ضمان حماية الوفود والشخصيات الأجنبية والتدخل السريع وحماية المنشآت توسيع مهام وصلاحيات المفرزة الخاصة لجهاز الدرك